# Liste des titres musicaux numéro un aux États-Unis en 1960

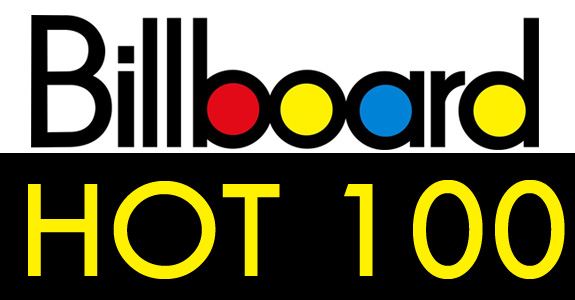
Logo for the Billboard Hot 100.

Voici la  liste les titres musicaux ayant eu le plus de succès au cours de l'année 1960 aux États-Unis d'après le magazine Billboard.

## Historique
| Date         | Artiste(s)                       | Titre                                           | Référence |
| ------------ | -------------------------------- | ----------------------------------------------- | --------- |
| 4 janvier    | Marty Robbins                    | El Paso                                         |           |
| 11 janvier   | Marty Robbins                    | El Paso                                         |           |
| 18 janvier   | Johnny Preston                   | Running Bear                                    |           |
| 25 janvier   | Johnny Preston                   | Running Bear                                    |           |
| 1er février  | Johnny Preston                   | Running Bear                                    |           |
| 8 février    | Mark Dinning                     | Teen Angel                                      |           |
| 15 février   | Mark Dinning                     | Teen Angel                                      |           |
| 22 février   | Percy Faith                      | Theme from A Summer Place                       |           |
| 29 février   | Percy Faith                      | Theme from A Summer Place                       |           |
| 7 mars       | Percy Faith                      | Theme from A Summer Place                       |           |
| 14 mars      | Percy Faith                      | Theme from A Summer Place                       |           |
| 21 mars      | Percy Faith                      | Theme from A Summer Place                       |           |
| 28 mars      | Percy Faith                      | Theme from A Summer Place                       |           |
| 4 avril      | Percy Faith                      | Theme from A Summer Place                       |           |
| 11 avril     | Percy Faith                      | Theme from A Summer Place                       |           |
| 18 avril     | Percy Faith                      | Theme from A Summer Place                       |           |
| 25 avril     | Elvis Presley                    | Stuck on You                                    |           |
| 2 mai        | Elvis Presley                    | Stuck on You                                    |           |
| 9 mai        | Elvis Presley                    | Stuck on You                                    |           |
| 16 mai       | Elvis Presley                    | Stuck on You                                    |           |
| 23 mai       | The Everly Brothers              | Cathy's Clown                                   |           |
| 30 mai       | The Everly Brothers              | Cathy's Clown                                   |           |
| 6 juin       | The Everly Brothers              | Cathy's Clown                                   |           |
| 13 juin      | The Everly Brothers              | Cathy's Clown                                   |           |
| 20 juin      | The Everly Brothers              | Cathy's Clown                                   |           |
| 27 juin      | Connie Francis                   | Everybody's Somebody's Fool                     |           |
| 4 juillet    | Connie Francis                   | Everybody's Somebody's Fool                     |           |
| 11 juillet   | Hollywood Argyles                | Alley Oop                                       |           |
| 18 juillet   | Brenda Lee                       | I'm Sorry                                       |           |
| 25 juillet   | Brenda Lee                       | I'm Sorry                                       |           |
| 1er août     | Brenda Lee                       | I'm Sorry                                       |           |
| 8 août       | Brian Hyland                     | Itsy Bitsy Teenie Weenie Yellow Polkadot Bikini |           |
| 15 août      | Elvis Presley                    | It's Now or Never                               |           |
| 22 août      | Elvis Presley                    | It's Now or Never                               |           |
| 29 août      | Elvis Presley                    | It's Now or Never                               |           |
| 5 septembre  | Elvis Presley                    | It's Now or Never                               |           |
| 12 septembre | Elvis Presley                    | It's Now or Never                               |           |
| 19 septembre | Chubby Checker                   | The Twist                                       |           |
| 26 septembre | Connie Francis                   | My Heart Has a Mind of Its Own                  |           |
| 3 octobre    | Connie Francis                   | My Heart Has a Mind of Its Own                  |           |
| 10 octobre   | Larry Verne                      | Mr. Custer                                      |           |
| 17 octobre   | The Drifters                     | Save the Last Dance for Me                      |           |
| 24 octobre   | Brenda Lee                       | I Want to Be Wanted                             |           |
| 31 octobre   | The Drifters                     | Save the Last Dance for Me                      |           |
| 7 novembre   | The Drifters                     | Save the Last Dance for Me                      |           |
| 14 novembre  | Ray Charles                      | Georgia on My Mind                              |           |
| 21 novembre  | Maurice Williams and the Zodiacs | Stay                                            |           |
| 28 novembre  | Elvis Presley                    | Are You Lonesome Tonight?                       |           |
| 5 décembre   | Elvis Presley                    | Are You Lonesome Tonight?                       |           |
| 12 décembre  | Elvis Presley                    | Are You Lonesome Tonight?                       |           |
| 19 décembre  | Elvis Presley                    | Are You Lonesome Tonight?                       |           |
| 26 décembre  | Elvis Presley                    | Are You Lonesome Tonight?                       |           |